# Междущатска магистрала 15
Междущатска магистрала 15 е сред магистралите на САЩ, част от Междущатската магистрална система, която свързва Сан Диего с ГКПП Sweet Grass.
Преминава през Сан Бернардино, Виктървил, Барстоу, Лас Вегас, Сейнт Джордж, Солт лейк сити, Хелена, Грейт Фолс, докато не стигне Sweet grass. Минава през щатите Калифорния, Невада, Аризона, Юта, Айдахо и Монтана.

## Характеристики
Магистралата има разделителна ивица (без мантинели) широка 11 м.
Тя има 3 активни ленти и аварийна лента до Барстоу, както и 2 активни ленти с аварийна лента до Sweet Grass. На моменти отново стават 3 активни ленти.
Общата дължина е 2316 km
Магистралата е построена през 1957 г.
| Щат        | Мили     | км       |
| ---------- | -------- | -------- |
| Калифорния | 287,26   | 462,30   |
| Невада     | 123,77   | 199,19   |
| Аризона    | 29,39    | 47,30    |
| Юта        | 401,07   | 645,46   |
| Айдахо     | 196,00   | 315,43   |
| Монтана    | 396,03   | 637,35   |
| Общо       | 1 433,52 | 2 307,03 |

## Път 66
От Сан Бернардино до Барстоу стария път минава по маршрута на Път 66 (route 66) . 75% от маршрута на стария път е самостоятелен (не е към магистралата).

## Маршрут

### Калифорния
Магистралата започва на South 32nd street, и на км 0+700 се осъществява връзка с междущатска 5. Магистралата продължава до км 3+400 с пътен възел към път 94. След няколкостотин метра (все още в Сан Диего) с пътен възел се осъществява връзка с междущатска 805. Магистралата продължава до км 10+600 с връзка към междущатска 8. На километър 17+700 с голям п.в. се връзваш с път 52. След множество разклони над Сан Диего на км 32+823 има разклон за път 56. Като излезеш от Сан Диего след 13 км е първият разклон за Ескондидо. Още няколко км си на разклона за път 78. След 2 км е последният разклон за Ескондидо. След 4 км е разклона за Hidden Meadows. Намира се на км 60+500.